# Cares de Lindos
Cares de Lindos fue un escultor griego discípulo de Lisipo. Se le considera el autor del Coloso de Rodas en 282 a. C., una enorme estatua de bronce dedicada al dios Helios, patrón de Rodas, erigida para celebrar la victoria rodia sobre Demetrio Poliorcetes en 304 a. C.
El Coloso de Rodas es una de las Siete maravillas del mundo antiguo, y fue considerada como la mayor realización de Cares, hasta su destrucción en 226 a. C. por un terremoto.
También se atribuye a Cares una cabeza colosal que fue llevada a Roma, y dedicada por Publio Cornelio Léntulo Espínter sobre la Colina Capitolina, en 57 a. C.